# ソルボサーマル合成法

ソルボサーマル合成装置。(1) ステンレス製オートクレーブ (2) 前駆体溶液 (3) テフロン加工 (4) ステンレス蓋 (5) ばね

ソルボサーマル合成法（英: Solvothermal synthesis）とは、高温または高圧の溶媒（または超臨界流体）を用いて固体を合成する方法である。
溶媒が水の場合は水熱合成と呼ばれる。
歴史的には、人工水晶の工業化のために、1950年代初頭にアメリカで開発された。日本では、ほぼ同じ時期の1953年に研究が行われ、1960年代から本格的な工業化が行われた。